# Andriej Szlapnikow
Andriej Wadimowicz Szlapnikow (ros. Андрей Вадимович Шляпников, ur. 13 stycznia 1959 w Kostromie) – rosyjski lekkoatleta, sprinter. W czasie swojej kariery reprezentował Związek Radziecki.
Zajął 4. miejsce w sztafecie 4 × 100 metrów i odpadł w półfinale biegu na 200 metrów na  mistrzostwach Europy juniorów w 1977 w Doniecku. W finale pucharu Europy w 1979 w Turynie zajął 7. miejsca w biegu na 100 metrów oraz w sztafecie 4 × 100 metrów, a także 6. miejsce w sztafecie 4 × 100 metrów w zawodach pucharu świata w 1979 w Montrealu.
Zajął 5. miejsce w biegu na 60 metrów na halowych mistrzostwach Europy w 1980 w Sindelfingen. Odpadł w ćwierćfinale biegu na 100 metrów na igrzyskach olimpijskich w 1980 w Moskwie. 
Szlapnikow zdobył brązowy medal w biegu na 50 metrów na halowych mistrzostwach Europy w 1981 w Grenoble, przegrywając jedynie z Marianem Woroninem z Polski i swym kolegą z reprezentacji ZSRR Władimirem Murawjowem. Zajął 2. miejsce w sztafecie 4 × 100 metrów w finale pucharu Europy w 1981 w Zagrzebiu. Zdobył srebrny medal w tej konkurencji na uniwersjadzie w 1981 w Bukareszcie (sztafeta radziecka biegła w składzie: Szlapnikow, Nikołaj Sidorow, Aleksandr Aksinin i Murawjow).
Zwyciężył w sztafecie 4 × 100 metrów w Superlidze pucharu Europy w 1985 w Moskwie. Wystąpił w biegu eliminacyjnym sztafety 4 × 100 metrów na mistrzostwach Europy w 1986 w Stuttgarcie. W biegu finałowym, w którym sztafeta radziecka wywalczyła złoty medal, Szlapnikowa zastąpił Aleksandr Jewgienjew.  
Był mistrzem ZSRR w biegu na 100 metrów w 1983, w biegu na 200 metrów w 1980 oraz w sztafecie 4 × 100 metrów w 1979, 1981, 1982 i 1987. W hali był mistrzem ZSRR w 1980 w biegach na 60 metrów i na 100 metrów.
Rekordy życiowe Szlapnikowa:
- bieg na 100 metrów – 10,21 s (9 lipca 1986, Moskwa)
- bieg na 100 metrów – 20,91 s (10 września 1979, Meksyk)
- bieg na 50 metrów (hala) – 5,76 s (21 lutego 1981, Grenoble)
- bieg na 60 metrów (hala) – 6,65 s (1 marca 1980, Sindelfingen)